# Toina wenecka
Toina wenecka, toja syberyjska (Apocynum venetum L.) – gatunek rośliny z rodziny toinowatych (Apocynaceae). Występuje w stanie dzikim w Azji Środkowej i Zachodniej, na Syberii, na Kaukazie, Krymie oraz w południowo-wschodniej Europie (Ukraina, Bułgaria, Albania, Włochy).

## Morfologia
PokrójBylina lub krzewinka, dorasta do wysokości 1-2 metrów.
LiściePodługowato-jajowate, naprzeciwległe.
KwiatyZebrane w szczytowe podbaldachy. Kielich pięciodziałkowy. Korona kwiatu pięciopłatkowa, w kolorze białym, różowym lub czerwonawym. Pręcików jest 5.
OwoceDwie torebki z nasionami.

## Zastosowanie
Jest rośliną uprawianą, z której z łodyg otrzymuje się włókno odporniejsze na zerwanie od włókna bawełny. Jest odporne na procesy gnicia. 
Włókna toiny weneckiej są używane do wyrobu sieci rybackich, worków, sznurów, służą też jako dodatek do bawełny. Włókniste łodygi wykorzystywane są także do wyrobu papieru, płyt izolacyjnych i jako opał. Włoski nasienne także wykorzystywane są do wyrobu papieru, a także stosowane są jako materiał wyściółkowy.